# Zosterops flavilateralis
El anteojitos keniano (Zosterops flavilateralis) es una especie de ave paseriforme de la familia Zosteropidae propia de África Oriental. Anteriormente era tratada como subespecie del anteojitos abisinio, pero en base al resultado de un estudio de filogenética molecular publicado en 2013, en la actualidad se considera como especie separada.

## Subespecies
Se reconocen dos subespecies:
- Z. f. flavilateralis Reichenow, 1892 – desde el centro y este de Kenia hasta el este de Tanzania;
- Z. f. jubaensis Erlanger, 1901 – en el sur de Etiopía, el sur de Somalia y el norte de Kenia.